# スペイン領東インド

スペイン領東インド
Indias Orientales Españolas (スペイン語)

国の標語: Plus Ultra（ラテン語）
更なる前進国歌: Marcha Real（スペイン語）
国王行進曲
  スペイン領東インドの位置

| 先代                                                                                              | 次代                                                                                           |
| ------------------------------------------------------------------------------------------------- | ---------------------------------------------------------------------------------------------- |
| ヌエバ・エスパーニャ副王領 トンド王国 セブ・ラージャ国 マギンダナオ王国 スールー王国 ブルネイ帝国 | フィリピン第一共和国 アメリカ軍事政権 グアム海軍政府 ドイツ領ニューギニア オランダ領フォルモサ |
スペイン領東インド（スペインりょうひがしインド、スペイン語: Indias Orientales Españolas）は、1565年4月から1898年12月までスペインが領有したアジア太平洋の植民地である。政庁所在地はマニラで、領域はフィリピン・マリアナ諸島及びカロリン諸島（一時的に台湾・サバ及びモルッカ諸島の一部も領有した）。

## 概説
1565年4月から1821年9月までメキシコシティに位置するヌエバ・エスパーニャ副王の権限下にあったが、メキシコが独立した後はスペイン本国から直接指令された。1898年8月の米西戦争終結後にフィリピン・グアムなどはアメリカ合衆国によって占領され、残りの島々は1899年2月のドイツとの条約によって売却された（ドイツ領ニューギニア）。スペイン国王は伝統的に自らを「東西インドの王」（Rey de las Indias orientales y occidentales）と称した。